# Huaxmole
El huaxmole (AFI: [waʃ'mole]) o mole de caderes és un plat tradicional de la cuina de la Mixteca Poblana -localitzada al sud de Mèxic- preparat a base de carn de boc, bitxo coster i huaje. Quan no és possible aconseguir la carn de cabra, es pot utilitzar moltó o bou. És un nahuatlisme que té el seu origen en el vocable huaxmolli, que literalment significa guisat de huaje.
El huaxmole té una funció ritual i se serveix només en algunes festes. No és un menjar que es consumeixi ordinàriament en les comunitats mixteques, en part per la onerós de la seva preparació (cal recordar que la Mixteca és una de les zones més pobres de tot Mèxic). No obstant això, a les ciutats d'Izúcar de Matamoros i Acatlán d'Osorio és possible trobar-lo en algunes fondes que expenen menjar corregut.